# SN 1997E
SN 1997E – supernowa typu Ia odkryta 19 stycznia 1997 roku w galaktyce NGC 2258. Jej maksymalna jasność wynosiła 15,59m.